# 杵屋彌吉 (9代目)
九代目 杵屋 彌吉（きねや やきち、1970年2月13日 - ）は、長唄の唄方。本名は、鈴木 崇晃（すずき たかあき）。

## 来歴
1979年から、父である八代目彌吉に師事する。 1992年に東京芸術大学を卒業後は、宮田哲男から指導を受けた。
杵屋彌五郎の名で初舞台を踏み、杵屋彌一郎 (3代目)に改名する。2022年5月に父の八代目彌吉が死去。その後、杵屋彌吉を襲名した。